# Hello Hurricane
 (juillet 2012).
Albums de Switchfoot
Oh! Gravity.
(2006) Vice Verses
(2011)
Singles
1. Mess of Me
Sortie : 29 septembre 2009
2. The Sound (John M. Perkins' Blues)
Sortie : 26 avril 2010
3. Your Love Is a Song
Sortie : 29 juin 2010
4. Bullet Soul
Sortie : 16 novembre 2010

Hello Hurricane est le 7e album studio du groupe de Rock alternatif américain, Switchfoot. Il est sorti le 10 novembre 2009. 
Aux 53e Grammy Awards du 13 février 2011, Hello Hurricane a reçu le prix du Best Rock Or Rap Gospel Album

## Liste des pistes
1. Needle and Haystack Life – 3:46
2. Mess of Me – 3:28
3. Your Love Is a Song – 4:19
4. The Sound (John M. Perkins' Blues) – 3:46
5. Enough to Let Me Go – 3:52
6. Free – 4:02
7. Hello Hurricane – 4:04
8. Always – 4:19
9. Bullet Soul – 3:24
10. Yet – 3:53
11. Sing It Out – 5:17
12. Red Eyes – 4:49